# Массовое число
Ма́ссовое число́ атомного ядра — суммарное количество протонов и нейтронов (называемых общим термином «нуклоны») в ядре. Обычно обозначается буквой A. Массовое число близко к атомной массе изотопа, выраженной в атомных единицах массы, но совпадает с ней только для углерода-12, поскольку атомная единица массы (а. е. м.) определяется сейчас как 1⁄12 массы атома 12С. Во всех остальных случаях атомная масса не является целым числом, в отличие от массового числа. Так, массовое число изотопа хлора 35Cl равно 35, а его атомная масса составляет 35,45 а.е.м.
Массовое число в обозначении конкретного нуклида (вида атомных ядер) пишется верхним левым индексом, например 232Th. Нуклиды с одинаковым массовым числом называются изобарами (например, изобарами являются нуклиды 14C и 14N).
Знание массового числа позволяет оценить массу ядра и атома. Если известно массовое число, то масса М атома и его ядра оценивается из следующего соотношения М ≈ А·mN, где mN ≈ 1,67·10−27 кг — масса нуклона, то есть протона или нейтрона. Например, в состав атома алюминия-27 и его ядра входит 27 нуклонов (13 протонов и 14 нейтронов). Его масса примерно равна 27·1,67·10−27 кг ≈ 4,5·10−26 кг. Если необходимо получить массу ядра с большей точностью, то нужно учесть, что нуклоны в ядре связаны силами ядерного притяжения, и поэтому в соответствии с соотношением E = mc2 масса ядра уменьшается. В массу атома также следует добавить суммарную массу электронов на орбитах вокруг ядра. Однако все эти поправки не превышают 1 %.
Массовое число совпадает с барионным числом ядра. Барионное число сохраняется во всех известных процессах, поэтому любые радиоактивные распады и ядерные реакции не приводят к изменению суммы массовых чисел ядер в левой и правой части реакции. Например, при альфа-распаде урана-238
{\displaystyle {\mathsf {_{{\text{ }}92}^{238}U\rightarrow {}_{{\text{ }}90}^{234}Th+{}_{2}^{4}He}}}

в левой части массовое число начального ядра равно 238, в правой части реакции — два ядра с массовыми числами 234 и 4, что в сумме даёт 238. С учётом того, что массовое число альфа-частицы (ядра гелия-4) равно 4, альфа-распад снижает массовое число распадающегося ядра на 4 единицы. Любые типы бета-распада (бета-минус-распад, позитронный распад, электронный захват, все типы двойного бета-распада) не изменяют массовое число, поскольку в этом процессе происходит лишь превращение некоторых нуклонов ядра из одного вида в другой (протонов в нейтроны или обратно). Изомерный переход также не изменяет массовое число ядра.